# Обергренінген
Обергренінген (нім. Obergröningen) — громада в Німеччині, знаходиться в землі Баден-Вюртемберг. Підпорядковується адміністративному округу Штутгарт. Входить до складу району Східний Альб.
Площа — 5,86 км2. Населення становить 446 ос. (станом на 31 грудня 2020).